# Vochtenita
La vochtenita és un mineral de la classe dels fosfats. Va ser anomenada en honor de Renaud F.C. Vochten (1933-2012), professor de mineralogia belga.

## Característiques
La vochtenita és un fosfat de fórmula química Fe2+Fe3+(UO₂)₄(PO₄)₄(OH)·12-13H₂O. Cristal·litza en el sistema monoclínic en cristalls, amb un contorn quadrat definit per {001} i {100}, de fins a 1 mm, en agregats subparal·lels. La seva duresa a l'escala de Mohs és 2,5.
Segons la classificació de Nickel-Strunz, la vochtenita pertany a «08.EB: Uranil fosfats i arsenats, amb ràtio UO₂:RO₄ = 1:1» juntament amb els següents minerals: autunita, heinrichita, kahlerita, novačekita-I, saleeïta, torbernita, uranocircita, uranospinita, xiangjiangita, zeunerita, metarauchita, rauchita, bassetita, lehnerita, metaautunita, metasaleeïta, metauranocircita, metauranospinita, metaheinrichita, metakahlerita, metakirchheimerita, metanovačekita, metatorbernita, metazeunerita, przhevalskita, metalodevita, abernathyita, chernikovita, metaankoleïta, natrouranospinita, trögerita, uramfita, uramarsita, threadgoldita, chistyakovaïta, arsenuranospatita, uranospatita, coconinoïta, ranunculita, triangulita, furongita i sabugalita.

## Formació i jaciments
La vochtenita és un mineral secundari rar que va ser descobert a Wheal Basset, a Carn Brea, (Camborne - Redruth - St Day District, Cornualla, Anglaterra) en la zona oxidada d'un dipòsit mineral hidrotermal de Cu-Sn amb contingut d'urani. També ha estat descrita a Alemanya, França, la República Txeca i Suïssa.
Sol trobar-se associada a bassetita.